# Forma specialis

Forma specialis (pluriel formae speciales) est un groupement taxinomique autorisé par  le Code international de nomenclature botanique, qui s'applique à un parasite (le plus souvent un  champignon) adapté à un hôte spécifique (qu'il y ait des différences morphologiques minimes ou pas). Cette classification peut être appliquée par des auteurs qui estiment que le classement en sous-espèce ou variété n'est pas approprié.

## Typographie
Forma specialis s'abrège en f. sp.,

formae speciales s'abrège en ff. spp..

## Exemple
C'est le cas par exemple de la Rouille noire (Puccinia graminis) qui distingue Puccinia graminis f. sp. tritici (rouille noire du blé) ou Puccinia graminis f. sp. avenae (rouille noire de l'avoine).